# Tamopsis fickerti
Tamopsis fickerti là một loài nhện trong họ Hersiliidae. T. fickerti được miêu tả năm 1876 bởi Ludwig Carl Christian Koch.